# Салзбергер (шелфов ледник)
Шелфовият ледник Салзбергер (на английски: Sulzberger Ice Shelf) заема част от крайбрежието на Западна Антарктида, край Брега Сандърс на Земя Мери Бърд, в акваторията на Тихоокеанския сектор на Южния океан. Простира се между полуостровите Едуард VІІ на запад и Гест на североизток. Дължина 85 km, ширина 80 km. В северозападната му част навътре в него се вдава заливът Салзбергер. Бреговата линия на шелфовия ледник е силно разчленена от множество заливи и полуострови, а вътре в него са „зазидани“ няколко острова. На югозапад от шелфовия ледник, на брега на полуостров Едуард VІІ се издига планината Александра, а на югоизток и изток от него е разположена планината Едсел Форд. От нея надолу се спускат мощни ледникови езици – Хамънд, Бойд, Кревас Вали и др., които се вливат в шелфовия ледник Салзбергер.
Шелфовият ледник Салзбергер е открит, изследван, топографски заснет и картиран по враме на първата експедиция (1928 – 30 г.) на видния американски антарктически изследовател Ричард Бърд. Той наименува новооткрития шелфов ледник и заливът в него в чест на Артър Салзбергер (1891 – 1968) американски вестникарски магнат, спонсор на тази и на следващата му експедиция (1933 – 35 г.).